# Pieve di San Lorenzo
La pieve di San Lorenzo est l'église principale de Borgo San Lorenzo.
L'église est mentionnée dans des documents dès 934, mais l'église actuelle date d'une reconstruction aux XIe et XIIe siècles. L'église a trois nefs séparées par des colonnes et des pilastres carrés et une seule grande abside semi-circulaire. Malgré une architecture monumentale, la décoration intérieur est simple avec des volutes et des feuilles stylisées.
L'autel Crocifisso date du XVIe siècle, les autels ont été peints par  Jacopo Vignali et Matteo Rosselli et un tableau est de Bachiacca. Les peintures de l'abside sont de Galileo Chini (1906). La Madone de Borgo San Lorenzo est attribuée à Giotto.

## Sources
- (it) Cet article est partiellement ou en totalité issu de l’article de Wikipédia en italien intitulé « Pieve di San Lorenzo (Borgo San Lorenzo) » (voir la liste des auteurs).